# 佐渡 (小説)
「佐渡」（さど）は、太宰治の短編小説。

## 概要
| 初出     | 『公論』1941年1月号                   |
| 単行本   | 『千代女』（筑摩書房、1941年8月25日） |
| 執筆時期 | 1940年12月10日頃完成（推定）          |
| 原稿用紙 | 30枚                                  |

太宰は新潟高等学校で講演をするために、1940年（昭和15年）11月15日に上野駅を出発。16日に同校で講演。17日午後、佐渡島に渡り両津町の本間旅館に止宿。18日、相川町の高田屋旅館に一泊し、19日早朝帰路についた。講演や生徒との交流は「みみずく通信」（『知性』1941年1月号掲載）に描かれている。佐渡島に渡航したときのことが本作品の題材となった。
文末には「（作者後記。旅館、料亭の名前は、すべて変名を用ゐた。）」と書かれてある。

## あらすじ
何しに佐渡へなど行くのだろう。自分にも、わからなかった。16日に新潟の高等学校で下手な講演をした。その翌日、船に乗った。佐渡は、淋しいところだと聞いている。死ぬほど淋しいところだと聞いている。
「私」には天国よりも、地獄のほうが気にかかる。いまはまだ地獄の方角ばかりが気にかかる。けれども「私」は船室の隅に死んだ振りして寝ころんで、つくづく後悔していた。
上陸して港の暗い広場をうろうろしていると宿の客引きに声をかけられる。番頭の持っている提燈には福田旅館と書かれてあった。そこへ泊まることにし、夕食後旅館から外に出た。「よしつね」という料理屋に入り酒を頼むが、蟹、鮑、蠣、次々と料理が出てくる。
夜半、ふと眼がさめ、「私」はどぶんどぶんという波の音を聞きながら「死ぬほど淋しいところ」の酷烈な孤独感をやっと捕えた。自分の醜さを、捨てずに育てて行くよりほかはないと思った。
翌朝ごはんを食べながら「私」は女中さんに「ゆうべ、よしつねという料理屋に行ったが、つまらなかった。たてものは大きいが、悪いところだね」と言った。それからバスに乗り、相川の浜野屋という宿屋に泊まった。

## 備考
- 新潮カセットブック『佐渡・トカトントン』（新潮社、1987年1月22日）が発売されている。朗読は日下武史。